# Lost Man Booker Prize
Il Lost Man Booker Prize è stato un'edizione speciale del Man Booker Prize assegnato nel 2010 in base a una votazione pubblica a un romanzo del 1970, ed è stato vinto da James Gordon Farrell per Tumulti.
L'origine del premio speciale risale al fatto che i libri pubblicati nel 1970 non hanno mai concorso al Booker Prize a causa di una modifica delle regole: fino al 1970 il premio è stato assegnato a libri pubblicati nel corso dell'anno precedente, mentre dal 1971 in poi è stato assegnato a libri pubblicati nello stesso anno il premio. 
Da una lista iniziale di 20 titoli preparata dagli organizzatori, venne scelta una rosa di sei finalisti. I finalisti vennero annunciati il 25 marzo 2010:
- Nina Bawden, The Birds on the Trees
- James Gordon Farrell, Tumulti
- Shirley Hazzard, The Bay of Noon
- Mary Renault, Fire from Heaven
- Muriel Spark, Identikit
- Patrick White, The Vivisector

Il premio è stato vinto da Tumulti di James Gordon Farrell, con il 38 per cento del voto del pubblico, ricevendo più del doppio del numero di voti del secondo classificato. Con tale premio, Farrell ha raggiunto la ristretta cerchia di vincitori di due edizioni del premio, avendo già vinto l'edizione del 1973 con L'assedio di Krishnapur.